# ЮрКисс
Юрій Володимирович Кисельов (нар. 21 грудня 1997, Санкт-Петербург, Росія), більш відомий під сценічним псевдонімом ЮрКисс — російський поп-виконавець. Член ради директорів ЗАТ «Російська Медіагрупа».
З 7 січня 2023 року перебуває під санкціями РНБО за антиукраїнську діяльність.

## Біографія
Юрій Кисельов народився 21 грудня 1997 року в Санкт-Петербурзі в родині російського музиканта і бізнесмена Володимира Володимировича Кисельова і телеведучої Олени Север.
Кар'єру розпочав у 2012 році, дебютувавши з піснею «Дзвін», на яку було знято кліп. У 2013 році ЮрКисс брав участь у Міжнародному музичному фестивалі «Білі ночі Санкт-Петербурга» (організатором і керівником фестивалю є батько ЮрКисса — Володимир Кисельов), в якому також брали участь і інші проєкти патроновані В. В. Кисельовим, як: «Земляни», «Росіяни» і «Бойкот». У цьому ж році ЮрКисс виступив у ролі ведучого фестивалю разом зі своєю матір'ю Оленою Север, Юлею Ковальчук і Дмитром Шепелєвим.
Через деякий час була записана пісня «Армані» на яку пізніше був знятий кліп, а в лютому 2015 року співак представив пісню «Арбат». Наступною піснею стала спільна робота зі Стефанією Маліковою — «Не поспішайте нас одружувати», у 2015 році за цю пісню виконавці стали лауреатами премії «Золотий грамофон», що викликало явне здивування і обурення в середовищі музичної громадськості та журналістів.
В травні 2017 представив кліп на пісню «Їдемо до Криму» (чарт RU.TV - 12 місце). Також пісня потрапила в номінацію премії RU.TV ( «кращий кліп, знятий в Криму»).
Влітку 2018 року брав участь у фестивалі «Білі ночі Санкт-Петербурга», де виконав пісні «П'яна луна», «Лиш вона», «Хто ти така» та спільний трек з Володимиром «Їдемо до Криму».
12 лютого 2021 року був нагороджений медаллю ордена «За заслуги перед Вітчизною» II ступеня за указом Президента Росії Володимира Путіна «за великий внесок у розвиток вітчизняної культури та багаторічну плідну діяльність». На наступний день в Instagram Юркисс повідомив, що був нагороджений за концерти в Донбасі, Криму, Сирії та відновлення православних храмів.
Член ради директорів ЗАТ «Російська Медіагрупа». Генеральний директор ТОВ «Брайт Стар».

## Нагороди та номінації
- Медаль ордена «За заслуги перед Вітчизною» 2-го ступеня (2021) — за великий внесок у розвиток вітчизняної культури і багаторічну плідну діяльність

| Рік  | Премія           | Номінація                   | Результат | Примітки |
| ---- | ---------------- | --------------------------- | --------- | -------- |
| 2015 | Золотий грамофон | Статуетка премії            | Перемога  | [ 8 ]    |
| 2017 | Премія RU.TV     | Кращий кліп, знятий в Криму | Номінація | [ 20 ]   |
| 2017 | MuzPlay          | Кращий дует                 | Перемога  | [ 21 ]   |

## Критика
Брати ЮрКисс і Володимир — сини бізнесмена Володимира Кисельова, Олена Север — дружина Володимира Кисельова, а також інші особисті продюсерські проекти Кисельова (його власні нові версії, утворені з використанням назв відомих груп «Санкт-Петербург — 2», «Земляни — 2», «Росіяни — 2»), з'явилися в ефірному просторі радіо і телебачення медіахолдингу «Російська медіагрупа» («Російського Радіо», «RU.TV», «Муз ТВ») після того, як у 2015 році Володимир Кисельов ініціював конфлікт акціонерів, за яким послідувало відсторонення генерального директора компанії. Особливістю 20-річчя премії «Золотий грамофон» в 2015 році було ігнорування заходу деякими артистами, такими як Григорій Лепс) і роздача призових статуеток проектам Кисельова: ЮрКиссу, групам «Земляни — 2», «Росіянам» і «Бойкот», що викликало подив і обурення в середовищі музичної громадськості та журналістів.

## Дискографія

### Сингли
| Рік  | Назва                          | Чарт TopHit              | Чарт TopHit    | Чарт TopHit      | Примітки       |
| Рік  | Назва                          | Top Radio & YouTube Hits | Top Radio Hits | Top Hits YouTube | Примітки       |
| ---- | ------------------------------ | ------------------------ | -------------- | ---------------- | -------------- |
| 2012 | «Дзвін»                        | —                        | —              | —                | цифровий сингл |
| 2015 | «Армані»                       | —                        | —              | —                | цифровий сингл |
| 2015 | «Арбат»                        |                          |                |                  | цифровий сингл |
| 2015 | «Не поспішайте нас одружувати» |                          |                |                  | цифровий сингл |
| 2017 | «Маргарита»                    | 84                       | 66             | —                | цифровий сингл |
| 2017 | «Їдемо в Крим»                 | 135                      | 108            | —                | цифровий сингл |
| 2018 | «П'яний місяць»                | 630                      | 513            | —                | цифровий сингл |
| 2018 | «Лиш вона»                     |                          |                |                  | цифровий сингл |
| 2018 | «Хто ти така»                  |                          |                |                  | цифровий сингл |